# Foster (Oklahoma)
Foster – miasto w Stanach Zjednoczonych, w stanie Oklahoma, w hrabstwie Garvin.